# Numedalslågen
Numedalslågen är med sina 352 km en av Norges längsta floder. Den rinner upp på Hardangervidda och flyter därifrån genom Sæterdalen till Dagali och därefter genom Numedal till Kongsberg, sedan genom Lågendalen till Larvik, där den mynnar ut i Larviksfjorden.
Floden användes tidigare till timmerflottning. Sträckningen från havet upp till Hvittingfoss erbjuder lax och havsöring. Numedalslågen rankas årligen som en av Norges fyra bästa laxälvar.
Sommaren 2007 drabbades Numedalslången av en större översvämning, som ledde till stor ödeläggelse längs hela floden. Vattennivån var mer än fem meter högre än normalt i juli.